# Olaf E. Kaper

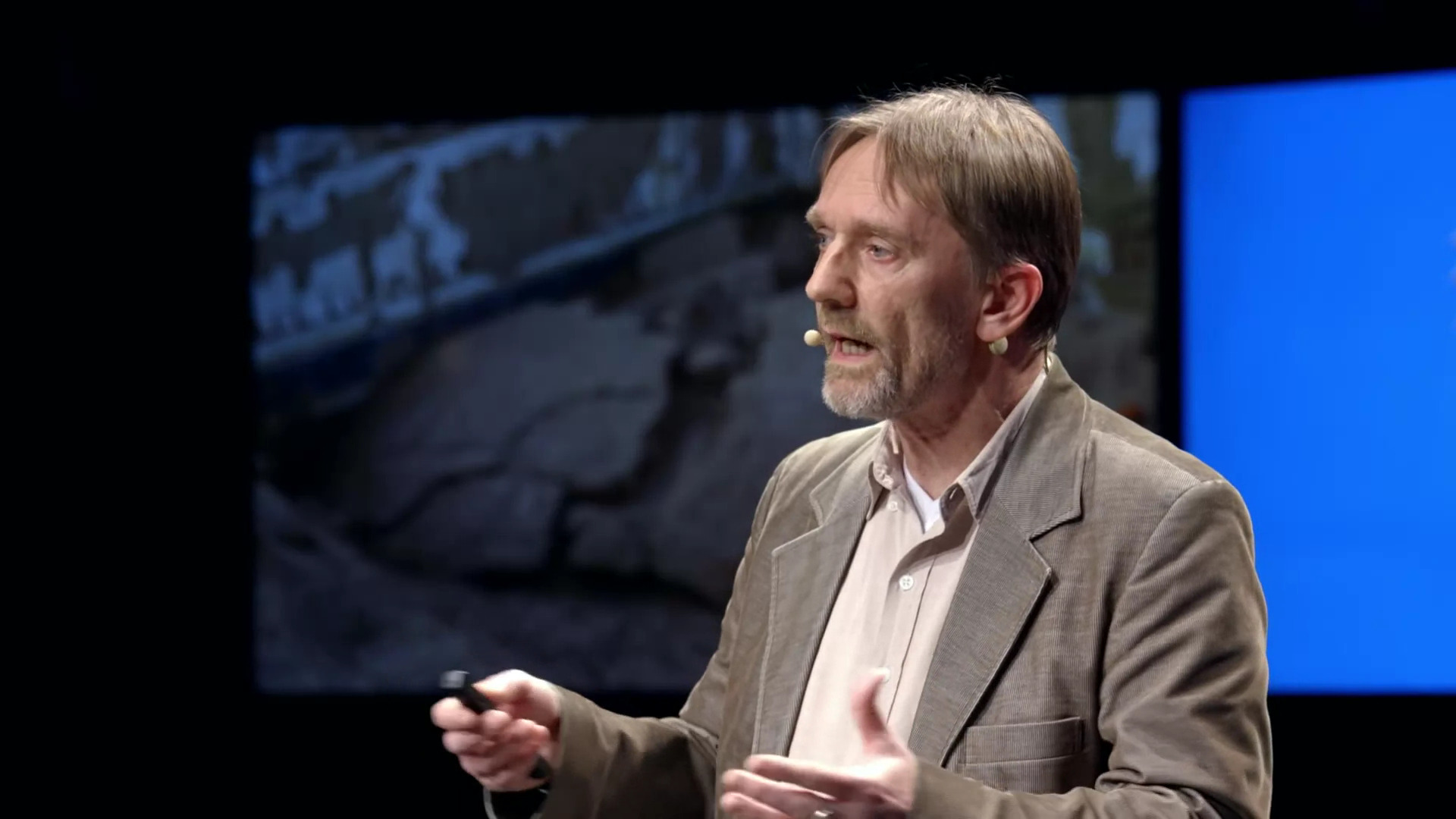
Olaf E. Kaper, 2017

Olaf Ernst Kaper (* 1962) ist ein niederländischer Ägyptologe.

## Leben
Olaf Kaper studierte Ägyptologie an der Universität Leiden und wurde 1997 an der Universität Groningen promoviert.
1994 bis 1996 und 2003 bis 2004 war er Assistant Director des Netherlands-Flemish Institute in Kairo. 1999 bis 2001 war er Stipendiat der Humboldt-Stiftung an der Humboldt-Universität  Berlin. 2001 bis 2002 war er Lecturer an der Monash University in Melbourne. Seit 2003 lehrt er an der Universität Leiden, zunächst als Lecturer, seit 2005 als Professor.
Kaper ist auf das Neue Reich zur griechischen und römischen Zeit spezialisiert und ist ein Experte auf dem Gebiet der ägyptischen Religion, Ikonografie und Kulturgeschichte.  Er führt Grabungen in der Oase Dachla durch.

## Schriften (Auswahl)
- Temples and gods in Roman Dakhleh: Studies in the indigenous cults of an Egyptian oasis. PhD thesis Rijksuniversiteit Groningen, 1997.
- Archäologische Forschungen der Rohlfs’schen Expedition in der Oase Dachla (1874). In: Caris-Beatrice Arnst, Ingelore Hafemann, Angelika Lohwasser (Hrsg.): Begegnungen. Antike Kulturen im Niltal. Festgabe für Erika Endesfelder, Karl-Heinz Priese, Walter Friedrich Reineke und Steffen Wenig. Wodtke & Stegbauer, Leipzig 2001, ISBN 3-934374-02-6, S. 233–251, (Digitalisat).
- The Egyptian God Tutu. A Study of the Sphinx-God and Master of Demons with a Corpus of Monuments (= Orientalia Lovaniensia Analecta. 119). Peeters, Louvain 2003, ISBN 90-429-1217-0
- The Egyptian God Tutu: Additions to the Catalogue of Monuments. In: Chronique d’Egypte. Band 87, Nr. 173, 2012, S. 67–93, doi:10.1484/J.CDE.1.102841.